# Rigonce
Rigonce je naselje u Općini Brežice u istočnoj Sloveniji. Rigonce se nalazi u pokrajini Štajerskoj i statističkoj regiji Donjoposavskoj. 

## Stanovništvo
Prema popisu stanovništva iz 2002. godine Rigonce je imalo 175 stanovnika.

### Etnički sastav
1991. godina:
- Slovenci: 147 (85,5%)
- Hrvati: 17 (9,7%)
- Srbi: 4 (2,3%)
- Jugoslaveni: 1
- Makedonci: 1
- Neopredijeljeni: 2